# Жаботинский, Владимир Евгеньевич

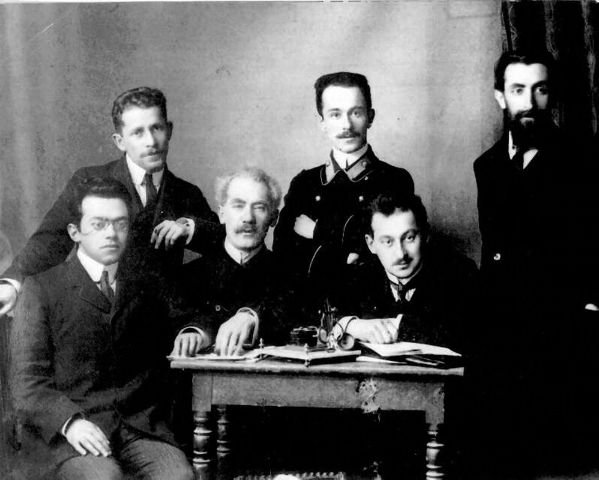
Редакция журнала «Рассвет» в Санкт-Петербурге, 1912. Сидят (слева направо): В. Е. Жаботинский, Авраам Идельсон, Макс Соловейчик. Стоят: Соломон Гепштейн, Александр Гольдштейн, Арнольд Зайденман

Влади́мир Евге́ньевич Жаботи́нский (при рождении — Владимир Евнович Жаботинский; ивр. זאב ז'בוטינסקי‎ — Зеэв Жаботински; 5 (17) октября 1880, Одесса, Российская Империя — 3 августа 1940, Нью-Йорк) — русский и еврейский прозаик, поэт и переводчик, публицист и фельетонист. Лидер правого сионизма, основатель и идеолог движения сионистов-ревизионистов, создатель Еврейского легиона (совместно с И. Трумпельдором) и организаций «Иргун» и «Бейтар». Писал на русском языке (художественная проза, фельетоны, стихи, стихотворные переводы) и иврите (публицистика).

## Детство и юность
Родился в Одессе 9 (21) октября 1880, в ассимилированной еврейской семье. Отец, Евно (Евгений Григорьевич) Жаботинский, никопольский купеческий брат, служащий Российского общества мореходства и торговли, занимавшийся закупкой и продажей пшеницы, был выходцем из Никополя; мать, Хава (Эвва, Ева Марковна) Зак (1835—1926), была родом из Бердичева, правнучка Маггида из Дубно. Старший брат Мирон (1875) умер ребёнком; сестра Тереза (Тамара, Таня) Евгеньевна Жаботинская-Копп (16 мая 1876 — ?) была учредительницей частной женской гимназии в Одессе.
Когда Жаботинскому исполнилось пять лет, семья в связи с болезнью отца перебралась в Германию. Отец умер в следующем году, семья вернулась в Одессу, мать, несмотря на наступившую бедность, открыла лавку по торговле письменными принадлежностями и определила сына в гимназию в Одессе. В гимназии Жаботинский учился посредственно и курса не закончил, так как, увлёкшись журналистикой, с 16 лет стал публиковаться в крупнейшей российской провинциальной газете «Одесский листок» и был послан этой газетой корреспондентом в Швейцарию и Италию; также сотрудничал с газетой «Одесские новости». Высшее образование получил в Римском университете по кафедре права.
Друг детства и юности Корнея Чуковского, публикации первой статьи которого активно способствовал («Он ввёл меня в литературу» — говорил о Жаботинском Чуковский). Владимир Жаботинский был поручителем жениха на свадьбе Корнея Ивановича Чуковского и Марии Арон-Беровны (Борисовны) Гольдфельд 26 мая 1903 года.

## Занятия литературой и журналистикой

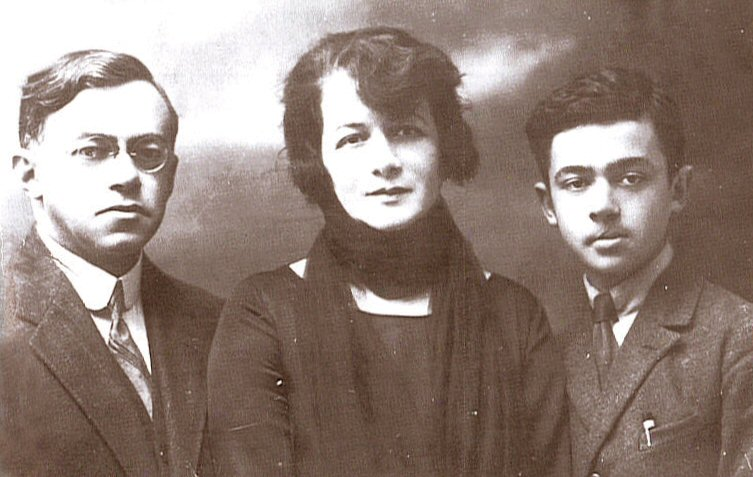
З.Жаботинский с женой и сыном

Дебют Жаботинского в журналистике состоялся в августе 1897 года в газете «Южное обозрение» под псевдонимом «Владимир Иллирич». Обратил на себя внимание корреспонденцией из Рима и фельетонами под псевдонимом Altalena. В начале XX века активно выступал как поэт и переводчик; в его переводах русская публика ознакомилась со стихами крупнейшего еврейского поэта того времени Х. Бялика. Автор одного из русских переводов «Ворона» Эдгара По.
В 1904 году переехал в Санкт-Петербург (из-за инцидента с полицией, за который ему грозило административное наказание) и сотрудничал в «Руси» («Наброски без заглавия», подписываемые «Владимир Жаботинский»). Активно откликался на все явления русской общественной жизни и горячо отстаивал начала свободы личности. 14 октября 1907 года женился на сестре своего одноклассника по гимназии Анне (Иоанне) Марковне Гальпериной.
Часть поэтических произведений Жаботинского, фельетонов и статей была издана отдельно до революции: «В студенческой богеме» (из жизни итальянского студенчества), «Десять книг», поэма «Бедная Шарлотта» (о Шарлотте Корде; тираж был частично конфискован властями, усмотревшими в поэме пропаганду террора). Последняя получила восторженный отзыв Горького. Куприн также отмечал «врождённый талант» Жаботинского и полагал, что, если бы тот не увлёкся сионистской деятельностью, он бы вырос в «орла русской литературы».
В дни празднования столетнего юбилея Гоголя в 1909 году в статье из цикла «Наброски без заглавия», опубликованной в журнале «Рассвет», № 13-14, переименованной при переиздании в 1913 году в «Русскую ласку», впервые выступил с обвинением русской литературы в антисемитизме. По его мнению, русской интеллигенции свойственен скрытый, но всё более проявляющийся великорусский национализм, направленный с его точки зрения против евреев, и которому он предсказывал дальнейшее стремительное развитие. К формам проявления этого национализма он относил, кроме собственно ненависти к евреям, также их преднамеренное игнорирование — «асемитизм». Сам юбилей Гоголя был назван чуждым евреям — «чужой свадьбой».

## Участие в сионистском движении
Перед Пасхой 1903 года стал одним из организаторов первого в России отряда еврейской самообороны (ожидавшийся погром, однако, произошёл не в Одессе, а в Кишинёве — см. Кишинёвский погром). В августе того же года был делегирован на 6-й сионистский конгресс в Базеле, и с этого момента начинает принимать активное участие в сионистском движении. В начале 1904 года переехал в Санкт-Петербург и вошёл в состав редколлегии нового сионистского ежемесячного журнала на русском языке «Еврейская жизнь» (в дальнейшем «Рассвет»), с 1907 года ставшим официальным органом сионистского движения в России. На страницах этой газеты вёл ожесточённую полемику против сторонников ассимиляции и Бунда. Стал одним из создателей «Союза для достижения полноправия еврейского народа в России» (1905). В 1906 году был участником 3-й Всероссийской конференции сионистов в Гельсингфорсе; участвовал в составлении принятой там «Гельсингфорсской программы», что считал вершиной своей сионистской деятельности в молодости. В 1908—1909 годах (после Младотурецкой революции) работал корреспондентом в Константинополе; в это время впервые посетил Палестину. По возвращении в Россию начал активную борьбу за утверждение иврита во всех сферах еврейской жизни. В 1911 году основал издательство «Тургман» («Переводчик»), выпускавшее произведения мировой классики в переводах на иврит. Издал ряд брошюр по вопросам сионизма: «Сионизм и Палестина», «Недругам Сиона», «Еврейское воспитание» и другие.

### Мнение по арабскому вопросу
В своей статье от 1924 г показал принципиальную, с его позиций, невозможность принятия арабами любых предлагаемых евреями вариантов мирного сосуществования и выдвинул концепцию «железной стены», ставшую впоследствии очень известной. Эта концепция предполагала развитие еврейской общины Палестины наперекор воле арабских соседей под защитой силы, которую арабы не смогут преодолеть. Жаботинский настаивал на интенсивном развитии еврейской общины, в частности за счет массовой иммиграции, достижении своих политических целей, а уже потом, на этой основе, выстраивании системы взаимоотношений с арабскими соседями.

## Первая мировая война

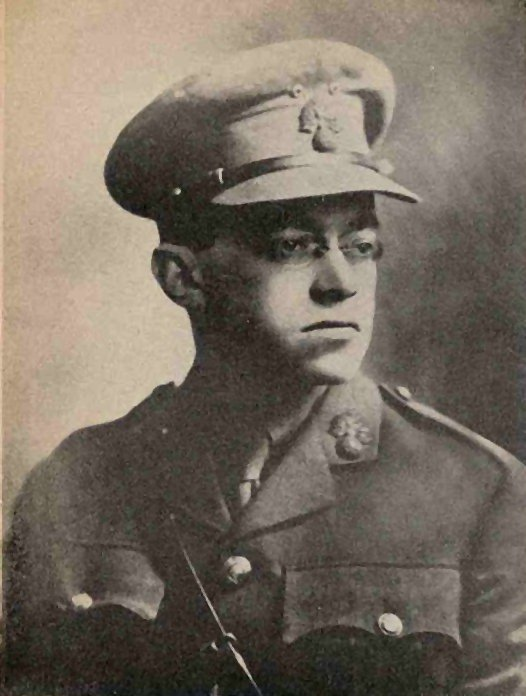
Зеэв Жаботинский в униформе Еврейского легиона

С началом Первой мировой войны — разъездной корреспондент газеты «Русские ведомости» «в районе Западного фронта». По вступлении в войну Турции выдвигает идею создания еврейской военной силы и участия евреев как стороны в мировой войне. До сих пор сионисты старались придерживаться нейтралитета; Жаботинский выдвинул идею, что сионистам следует однозначно принять сторону Антанты и сформировать в составе её сил еврейскую армию, которая бы приняла участие в освобождении Палестины и затем стала костяком организации там еврейского государства.
Совместно с Иосифом Трумпельдором он сформировал Еврейский легион в составе британской армии, вступил рядовым в британскую армию, прошел курс сержантов, а позднее был произведен в офицеры Еврейского легиона и в 1918 году принял участие в боях с османскими войсками в Палестине. Эти события Жаботинский впоследствии описал в книге «Слово о полку» (1928). Отрицательно относился к активному участию евреев в Февральской и Октябрьской революции.

## Идеолог ревизионизма
После мировой войны Жаботинский поселился в Палестине. Весной 1920 года он был арестован английскими властями за организацию самообороны во время арабо-еврейских столкновений; заключён в крепости в Акко и приговорён к 15 годам каторги, но вскоре освобождён по амнистии. По освобождении избирается в руководство Всемирной Сионистской организации (1921), но очень быстро у него возникают идейные расхождения с большинством, включая лидера организации Вейцмана. Они касались следующих пунктов: сторонники Вейцмана считали, что декларация Бальфура дала все необходимые политические гарантии, и дело сионистов заключается отныне в сельскохозяйственной колонизации Палестины и создании базиса для «национального очага» — Жаботинский требовал усиления в деятельности сионистов политического элемента и гарантий еврейской государственности «на обоих берегах Иордана». Сторонники Вейцмана в своей внешнеполитической деятельности уповали исключительно на дипломатические методы — Жаботинский настаивал на силовом давлении как на мандатные власти, так и на палестинских арабов. Далее, Жаботинский резко выступал против господствующих в сионистском движении социалистических идей, указывая, что классовая борьба подрывает необходимое евреям национальное единство; он выдвинул лозунг: «только одно знамя» и сравнивал совмещение социализма и сионизма с поклонением двум богам сразу. Жаботинский провозгласил необходимость ревизии традиционного сионизма, откуда происходит название возглавляемого им течения: ревизионизм.
В отношении арабского вопроса Жаботинский и ревизионисты, в противоположность Вейцману, уповавшему на дипломатические методы, и особенно арабофильскому течению в сионизме, выступали за необходимость развития еврейских военизированных структур и жёсткого силового давления на арабов с тем, чтобы заставить их примириться с созданием еврейского государства в Палестине. Мирным же путём, согласно Жаботинскому, арабы из естественного патриотизма не готовы допустить осуществления сионистской идеи ни в какой форме. По мнению Жаботинского, борьба с арабами не противоречит требованиям морали, так как арабы имеют множество стран и государств, евреи же народ без страны и национального государства — следовательно, создание еврейского государства в Палестине справедливо вне зависимости от того, выгодно или невыгодно осуществление этой справедливости арабам. При этом Жаботинский выступал за предоставление арабам полного равноправия, но как национальному меньшинству в еврейском государстве и после того, как они согласятся с фактом существования этого государства. Эту программу Жаботинский изложил в своих, ставших знаменитыми, статьях «О железной стене» и «Этика железной стены» (1924 год). Из-за радикального национализма, антисоциализма и ставки на силу оппоненты обвиняли Жаботинского в фашизме (любопытно, что «еврейским фашистом» называл Жаботинского, в виде комплимента, и сам Муссолини и даже рассчитывал на его помощь в распространении идей фашизма). Левые сионисты дали Жаботинскому прозвища «дуче» и «Владимир Гитлер» (выражение Бен-Гуриона). Профашистские тенденции действительно иногда проявлялись в ревизионистском движении, но сам Жаботинский был их принципиальным противником. Он писал поклонникам фашизма: «Такой подход выходит за всякие рамки допустимой романтики. Я считаю вашу святую одержимость ошибкой, ибо она разрушает то, что дорого мне… Ревизионистское движение основано на демократических ценностях XIX века, и оно может считать своими лишь тех, кто руководствуется этими ценностями и нравственным законом».
Наладить контакты с ультрарелигиозными общинами Жаботинскому не удалось, так как ультраортодоксы воспринимали его как ассимилянта.

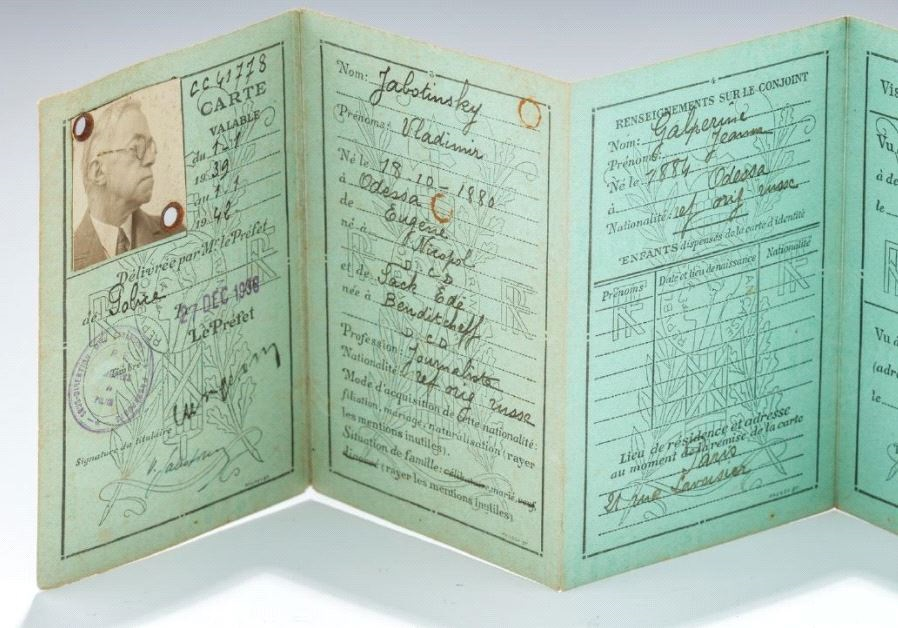
Французское удостоверение Жаботинского (1938)

В 1923 году Жаботинский вышел из правления Всемирной сионистской организации в знак протеста против принятия ею «Белой книги» Уинстона Черчилля, констатировавшей невозможность превращения Палестины в мононациональную еврейскую страну. В том же году возникает кружок его сторонников, группировавшийся вокруг редакции возглавляемого Жаботинским еженедельника «Рассвет»; в 1925 году круг его сторонников организационно оформился в Союз сионистов-ревизионистов со штаб-квартирой в Париже. На 15-м конгрессе Всемирной сионистской организации фракция ревизионистов предложила объявить создание еврейского государства официальной целью движения, но не получила поддержки. В 1928 году в Лондоне при активном участии Жаботинского была создана «Лига борьбы за седьмой доминион» (из евреев и сочувствующих сионизму англичан), выдвигавшая программой превращение Палестины в британский доминион. В 1931 году ревизионисты, которым была устроена обструкция на 17-м сионистском конгрессе, покинули конгресс и объявили, что оставляют за собой право не выполнять решения руководства сионистской федерации; в 1933 году Жаботинский, апеллируя к партийным массам вопреки воле руководства ревизионистов, добивается выхода Союза сионистов-ревизионистов из Всемирной сионистской организации. Попытка примирения между Жаботинским и Бен-Гурионом (как представителем левых сионистов), предпринятая при посредничестве Петра Рутенберга (бывшего российского эсера, соучастника убийства Георгия Гапона, с 1920-х годов — промышленника и руководителя «Хаганы» в Палестине), не встретила поддержки среди левых сионистов и провалилась. Окончательно раскол в сионистском движении оформился в 1935 году с образованием «Новой сионистской организации» под председательством Жаботинского, со следующей программой:
«1. Создание еврейского большинства на обоих берегах Иордана; 2. Учреждение еврейского государства в Палестине на основе разума и справедливости в духе Торы; 3. Репатриация в Палестину всех евреев, которые желают этого; 4. Ликвидация диаспоры». Подчёркивалось, что «эти цели стоят выше интересов личностей, групп или классов». Штаб-квартира новой организации находилась в Лондоне.
Из ревизионистского движения, созданного Жаботинским, вышли современные израильские «правые», которые в лице блока «Ликуд» с 1970-х годов играют виднейшую роль в политической жизни Израиля.

## Продолжение литературной деятельности

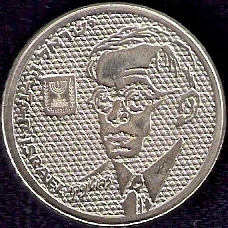
Монета достоинством 100 шекелей с портретом Жаботинского

Пик литературного творчества Жаботинского пришёлся на период между Первой и Второй мировой войной. Были опубликованы романы «Самсон Назорей» (1926) и «Пятеро» (1936), мемуары «Повесть моих дней» (на иврите, русский перевод 1985) и «Слово о полку» (1928), «Правда об острове Тристан да Рунья» — сборник статей и эссе, написанных до революции (Париж, 1930), и поэтический сборник «Стихи, переводы, плагиаты» (Париж, 1930)…
С 1923 года — редактор возобновлённого еженедельника «Рассвет», выходившего в Берлине, затем в Париже. Помимо публицистических текстов, публикует романы (под прежним псевдонимом Altalena). Исторический роман «Самсон Назорей» (Отдельное издание: Берлин, 1927) действие которого относится к библейским временам, описывает идеальный с точки зрения Жаботинского тип жизненно активного, смелого и воинственного еврея.
Автобиографический роман «Пятеро» (1936) на русском языке, изображающий трагическую судьбу ассимилированной еврейской семьи в Одессе эпохи 1905 года, почти не привлёк внимания критики (переиздан в России и Белоруссии в 2000-е годы).
Литературное наследие Жаботинского, личный архив, письма (их около семи тысяч), многочисленные документы (их около миллиона), а также любые издания, ему посвящённые, хранятся в Тель-Авиве, в институте имени Жаботинского, частью которого является музей Жаботинского.

## Участие в масонском движении
По утверждению Н. Берберовой, в 1932 году, в Париже, Жаботинский вступил в русскую масонскую ложу «Свободная Россия», но пробыл там лишь несколько месяцев (официально вычеркнут в 1936 году). Согласно материалам историка масонства А. И. Серкова, он входил в ложу «Северная звезда» Великого востока Франции, где дошёл до степени мастера-масона и которую покинул в 1935 году из-за «многочисленных занятий». Масонские анкеты Жаботинского опубликованы А. И. Серковым в 2006 году.

## Семья
Жена (с 14 октября 1907 года) — Иоанна (Анна) Марковна Жаботинская (урождённая Гальперина; 21 мая 1884, Одесса — 22 декабря 1949, Нью-Йорк, перезахоронена в Израиле).
Сын — Эри Жаботинский (26 декабря 1910, Одесса — 6 июня 1969, Израиль), инженер, математик, израильский общественный и политический деятель, избирался в Кнессет 1-го созыва по списку Херут, предшественницы «Ликуд». Внук Зеэв Жаботинский — бизнесмен, в прошлом — боевой лётчик.

## Смерть
4 августа 1940 года вместе с друзьями Жаботинский выехал на автомобиле в летний лагерь Бейтар, находившийся в трёх часах езды от Нью-Йорка. Сердечный приступ начался в дороге. Таблетки не помогали. Когда они прибыли в лагерь, уже стемнело. С трудом Жаботинский вылез из машины и, отдавая дань уважения встречавшим его бейтаровцам, приветствовал их традиционным «Тель-Хай!» (лозунг бейтаровцев в память о последнем сражении Иосифа Трумпельдора). Медленно прошёл вдоль шеренги бойцов, произнёс короткую речь, сфотографировался на память. Он поднялся к себе в комнату; приступ усилился, спасти его уже было нельзя. Последние слова Жаботинского: «Покоя, только покоя, хочу только покоя». В 22:45 он умер. Жаботинского похоронили в пригороде Нью-Йорка, в деревне Фармингдейл на кладбище «Нью-Монтефиори».
В 1964 году Леви Эшколь, бывший в Первую мировую войну бойцом еврейского легиона, сменив Бен-Гуриона на посту премьер-министра Израиля, выполнил завещание Жаботинского, написанное в ноябре 1935 года, в котором указано: «мои останки… не следует перевозить в Эрец-Исраэль иначе, как по указанию еврейского правительства этого государства, которое будет создано». Останки Жаботинского и его жены Анны (1884—1949) были перевезены в Израиль и 4 августа 1964 года перезахоронены на горе Герцля в Иерусалиме.

## Память

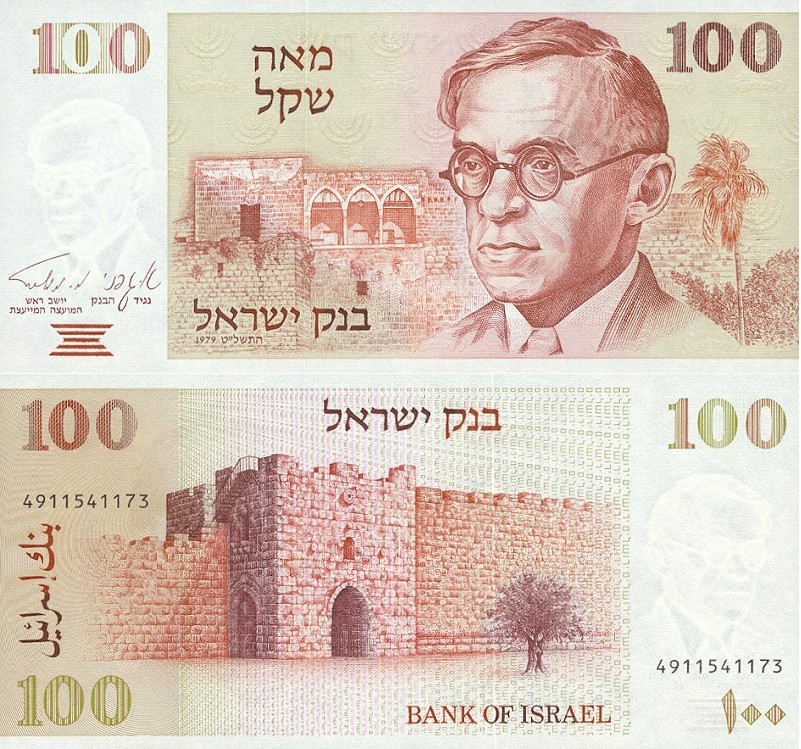
Сто старых шекелей с портретом Жаботинского

- 23 марта 2005 года Кнессет принял закон об увековечивании памяти Жаботинского. Его цель — передача последующим поколениям израильтян духовного наследия Жаботинского. В Израиле 29-е число еврейского месяца таммуз, день его смерти, объявлено Днём Жаботинского. В этот день на горе Герцль проходит государственная церемония памяти Жаботинского. Законом установлено, что в этот день государство, ЦАХАЛ и школы проводят образовательные мероприятия, посвящённые памяти Жаботинского[33].
- В Тель-Авиве есть Институт Жаботинского, занимающийся увековечиванием его памяти и наследия. В том же здании по улице короля Георга (Дом Жаботинского) находится штаб-квартира партии «Ликуд».
- Именем Жаботинского названы улицы во многих городах Израиля, в том числе дорога № 481 из Петах-Тиквы в Тель-Авив, а также улица на его родине в Одессе.
- В 2022 году улица Муромская в Киеве переименована в улицу Жаботинского[укр.][34]
- 28 сентября 2016 года, в ходе проведения Израильским культурным центром в Одессе при Посольстве Государства Израиль на Украине «Дней Жаботинского в Одессе» в школе № 94 с углубленным изучением иврита и информатики прошла церемония присвоения учебному учреждению имени Владимира Жаботинского.